# 曽我真臣
曽我 真臣（そが まさおみ、1982年12月17日 - ）は、日本の映画俳優。兵庫県神戸市東灘区出身。

## 来歴
宝塚歌劇のファンだった母に連れられ、1985年に劇団日本児童に入れられ、2歳10ヶ月の頃から子役として活動。1990年には劇団東俳に所属。TVCMに出演したり、小学4年生の頃に歌舞伎公演「らくだ」（南座）に1ヶ月間出演したりなど活動していた。演じることの面白さを知り、将来は役者の世界に進むんだと思っていたが、中学受験などのため、一度役者活動を停止する。
甲南中学校入学後はバスケットボールに専念。甲南高校進学後に1年生時に腰を痛めてバスケットボールを諦めざるを得なくなったが、その際に映画をよく観るようになって再度演技に興味を持ち始める。甲南大学法学部入学後には映画研究部に所属し、演じることの楽しさを思い出すと同時に映画作りの楽しさにも目覚め、最終的には部長も務めた。映画研究部での経験から映画俳優を志すも両親から猛反対を受けてしまう。
2005年、大学卒業後は「まずは親に働いているところ見せる」という約束のもと、一度は会社員として過ごす。同時に役者の道を捨てきれず大阪の難波に所在した芸能事務所で2009年までレッスンを受ける。4年間社会人として働いた資金をもとに上京し、活動の拠点を東京に移して映画監督の熊澤尚人のワークショップを2011年まで受講。何のコネもなく上京しており、20代半ばという年齢がネックとなって事務所に所属することができず、1年以上役者の仕事がない時期もあったという。2010年8月に結婚。
自主映画の出演募集にも必死に応募するも書類で落とされる日々が続いたというが、2010年頃よりオーディションに受かるようになっていく。「青春H」シリーズや堀井彩監督の短編映画など、セクシュアルなテーマを扱った作品の出演が多かった。
映像制作も手掛け、「パンとイースト菌」（2016年）は「MEC Award 2017」佳作賞に選ばれる。
2017年イベント上映、2018年劇場公開の『カメラを止めるな!』出演。既に同作品の出演が決まっていた山口友和から撮影2日前にエキストラとして誘われたものだったが、過去に監督の上田慎一郎の作品に出演していた縁もあり、セリフが数回ある役としての出演になる。それでも出演時間は合計1分16秒、セリフも3言しかない決して大きくはない脇役としての出演だった。
出演は僅かながらも、当初は劇場公開の予定もなかった『カメラを止めるな!』に作品としての魅力を感じ、出演者としてというつもりではなく「宣伝のサポート役」として盛り上げに一役買いたいと思い至り、宣伝活動に積極的に参加。特に劇場公開後の舞台挨拶に関しては自主的に登壇し続け、ついには1日も休まず100日間連続で舞台挨拶に登壇した。この功績を称して、上田監督より映画の出演券が贈られた。身重の妻がいる中での連続登壇であり、その期間中には第一子が誕生している。最終的には139日間劇場に通い続け、そんな曽我に対して再度上田監督から感謝を伝える企画として、曽我をドッキリのターゲットとしたリポビタンDのコラボPRムービー『カンシャを止めるな!』が制作されている。2019年5月にNHK BSプレミアムで放送された『アナザーストーリーズ 運命の分岐点』でも、曽我による連日の映画館通いや上映前のビラ配りといった努力の様が取り上げられた。また、2019年3月に配信されたスピンオフ作品のウェブドラマ『ハリウッド大作戦!』にも曽我は出演しており、こちらでは映画よりも曽我の出演シーンやセリフが格段に増えている。
上記の活躍から、2018年の母校・甲南大学摂津祭でスペシャルトークショーが執り行われるなど、甲南大学にたびたび招かれた。また、曽我の影響で、廃部となっていた同大学の映画研究部を復活させようという動きが見られ、OB・OG組織「甲樽会」に支援も受け、2019年5月には正式にサークルとして登録された。
2019年6月10日より、俳優の久場寿幸とともにインディーズ映画紹介『シネマ・チラリズム』をYouTube上にて開始。
スタッフやキャストが一度も会わずにリモートワークで制作され、2020年5月1日にWeb公開された短編映画『カメラを止めるな!リモート大作戦!』にも僅かに出演。前述の『カメラを止めるな!』の舞台挨拶に引き続き、本作でもWeb上で動画を公開する形で「リモート舞台挨拶」を連日行い、「舞台挨拶リレー」という形で同作の他関係者にも広まっていった。

## 人物
声楽の経験があり歌が得意。また、仕事で使用しているプログラミングも特技とする。趣味は映画や舞台の鑑賞、料理、変顔。前述の『カメラを止めるな!』の舞台挨拶も趣味と語っている。
自身を人懐っこく表裏のない性格だと分析している。
尊敬する俳優は役所広司、小日向文世。脇役を演じることが好きだといい、その中でも観客の印象に残るあくの強いキャラに挑戦したいと語っている。
舞台子役の都留将馬は甥。

## 出演

### 映画
※劇場公開作品に限る。
- 青春Hシリーズ（アートポート）
  - Making of Love（2010年8月29日公開、監督：古澤健） - 自主映画スタッフ曽我 役
  - イチジクコバチ（2011年1月29日公開、監督：サトウトシキ）
  - 恋する神さま 古事記入門（2013年8月10日公開、監督：榎本敏郎）
- 狂恋（2015年11月14日公開、Piece Maker、監督：岩城武彦） - 恭介のバンド仲間 役[27]
- 4／猫 ねこぶんのよん「ねこまんま」（2015年12月12日公開、東京テアトル、監督：上田慎一郎） - 濱岡小五 役
- 仁光の受難（2017年9月23日公開、ポニーキャニオン、監督：庭月野議啓） - 藤兵衛 役
- カメラを止めるな!（2018年6月23日公開、ENBUゼミナール/アスミック・エース、監督：上田慎一郎） - 曽我大臣(テレビ局員) 役
- 上田慎一郎ショートムービーコレクション「テイク8」（2018年10月19日公開、ガチンコ・フィルム、監督：上田慎一郎） - 録音マン 役
- 帰ってきた一文字拳 最強カンフーおじさん対改造人間軍団（2019年6月22日公開、監督：中元雄）[28]　※『一文字拳 序章 最強カンフー少年対地獄の殺人空手使い』併映作品
- イソップの思うツボ（2019年8月16日公開、アスミック・エース、監督：上田慎一郎）エキストラ[29]
- はらわたマン（2019年10月5日、監督：中元雄）　※『いけにえマン』併映作品
- 劇場版 ゴードン探偵事務所 はじまりのシュガー（2023年11月10日、監督：川井田育美）

### ウェブ映画
- カメラを止めるな!リモート大作戦!（2020年5月1日配信） - 曽我大臣 役
- 地獄のテレワーク 電脳戦士ヤスダ対暗黒企業（2020年5月3日配信） - 警察官 役（声の出演）

### ウェブドラマ
- 田中圭24時間テレビ「くちびるWANTED」（2018年12月16日、AbemaTV） - 夢の中のゾンビ 役
- カメラを止めるな! スピンオフ ハリウッド大作戦!（2019年3月2日、AbemaTV[注 1]） - 曽我大臣 役

### テレビ番組
- 痛快TV スカッとジャパン 第136回「ショートショートスカッと」（2018年9月10日、フジテレビ）[30]
- アナザーストーリーズ 運命の分岐点「“カメラを止めるな!”〜低予算×無名が生んだ奇跡〜」（2019年5月21日、NHK BSプレミアム）[31]

### 舞台
- オペレッタ「こうもり」（2019年9月8日、セシオン杉並）
- オバケン 畏怖咽び家特別公演「醜悪の棲家」（2019年9月25日 - 29日、方南町駅1番出口）　※イマーシブシアター

### インターネット番組
- シネマ・チラリズム（2019年6月10日 - 、YouTube）MC

### 広告映像
- CODEOスペシャルShort Film「嬉し涙と悔し涙のまんなか」（2015年）
- 大正製薬 リポビタンD PR用WEBムービー「カンシャを止めるな!」（2019年）[14]

## 作品

### 映画
- アリスの住人（2021年） - 助監督

### 短編映画
- パンとイースト菌（2016年）
- Transport（2017年）
- widow（2017年）

### その他
- GEKI-kisyuryuri 公演 「失楽園 前編・後編」PV（2018年） - 撮影